# Ordre des Saintes-Olga-et-Sophie

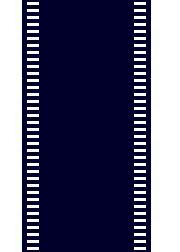
Ruban de l'ordre.

L’ordre royal des Saintes-Olga-et-Sophie (en grec : Βασιλικό οικογενειακό τάγμα Αγίων Όλγας και Σοφίας / Basilikon oikogeneiakon tagma ton agion Sophias kai Olgas) est un ordre royal grec fondé en 1936 par le roi Georges II. Divisé en quatre classes, il est remis aux membres féminins de la famille royale.
Son ruban est bleu foncé, avec des bords striés de bandes blanches horizontales. Son nom fait référence aux deux premières reines des Hellènes, Olga de Russie et Sophie de Prusse.

## Voir aussi

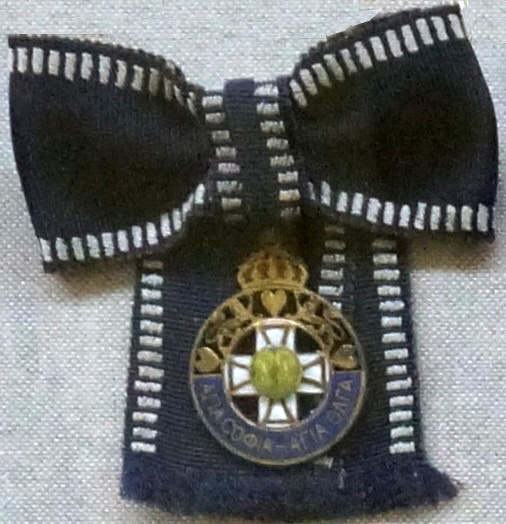
Médaille au Musée de la guerre de Thessalonique.

## Sources
- (en) « Greece – Order – Decorations – Medals » sur  Antiques Atoz
- (en) « GREECE House of Oldenburg (Greek Orthodox) » sur Icocregister.org.